# HD203819
HD203819 — хімічно пекулярна зоря спектрального класу A0, що має видиму зоряну величину в смузі V приблизно  7,8.
Вона  розташована на відстані близько 1080,0 світлових років від Сонця.

## Пекулярний хімічний склад
Зоряна атмосфера HD203819 має підвищений вміст 
Cr
.